# Radotín (Chyše)
Radotín (německy Radotin) je malá vesnice, část města Chyše v okrese Karlovy Vary v Karlovarském kraji. Nachází se asi 4,5 kilometru jižně od Chyš a její součástí je i osada Bohuslav (německy Passlas), vzdálená asi 1300 metrů západně od samotného Radotína při křižovatce silnic. Radotín leží v katastrálním území Radotín u Chyší o rozloze 6,44 km².

## Historie
První písemná zmínka o vesnici pochází z roku 1474.

## Současnost
Dnes je ves spíše rekreačního charakteru. Nezajíždí sem žádná veřejná doprava. V Bohuslavi působí dostihová stáj žokeje Josefa Váni se dvěma tréninkovými stájemi anglických plnokrevníků.
Přes Bohuslav a Radotín prochází červená turistická značka ze Žlutic do Rabštejna nad Střelou a kříží se zde dvě cyklotrasy.

## Obyvatelstvo
Při sčítání lidu v roce 1921 zde žilo 188 obyvatel (z toho 89 mužů), z nichž bylo patnáct Čechoslováků a 173 Němců. Všichni se hlásili k římskokatolické církvi. Podle sčítání lidu z roku 1930 měla vesnice 188 obyvatel: 36 Čechoslováků, 149 Němců a tři cizince. Kromě šesti evangelíků, jednoho člena církve československé a jednoho člověka bez vyznání byli římskými katolíky.
|                                                                | 1869 | 1880 | 1890 | 1900 | 1910 | 1921 | 1930 | 1950 | 1961 | 1970 | 1980 | 1991 | 2001 | 2011 | 2021 |
| -------------------------------------------------------------- | ---- | ---- | ---- | ---- | ---- | ---- | ---- | ---- | ---- | ---- | ---- | ---- | ---- | ---- | ---- |
| Obyvatelé                                                      | 204  | 203  | 183  | 210  | 190  | 188  | 188  | 95   | 70   | 80   | 39   | 27   | 19   | 18   | 19   |
| Domy                                                           | 35   | 35   | 36   | 34   | 35   | 32   | 32   | 25   | —    | 15   | 10   | 16   | 16   | 17   | 19   |
| Počet domů z roku 1961 je zahrnut v domech místní části Chyše. |      |      |      |      |      |      |      |      |      |      |      |      |      |      |      |

## Obecní správa
Při sčítání lidu v letech 1869–1950 Radotín byl samostatnou obcí, se kterým patřil nejprve do okresu Žlutice, ale v roce 1950 v okrese Podbořany. Od roku 1960 je částí města Chyše v okrese Karlovy Vary.